# Robert Lehrbaumer
Robert Lehrbaumer (* 20. Juli 1960 in Wien) ist ein österreichischer Pianist, Dirigent, Organist, Leiter von Festivals und Konzertreisen, Vortragender, Musikdozent und Musikhumorist.

## Leben und Wirken
Robert Lehrbaumer wurde 1960 als Sohn niederösterreichischer Eltern in Wien geboren. Mit 6 Jahren war der Beginn des Klavierunterrichts. In der Kinderzeit wurde er Mitglied der Mozart-Sängerknaben.
Ab dem 15. Lebensjahr nahm er neben dem Besuch des Gymnasiums auch Studien an der Hochschule für Musik und darstellende Kunst in Wien wahr: Klavier bei Gertrud Schwarzbauer, Hermann Schwertmann, Heinz Medjimorec, Meisterkurs bei Josef Dichler, Orgel bei Rudolf Scholz, Dirigieren bei Otmar Suitner, sowie Musiktheorie, Tonsatz und Komposition bei Thomas Christian David.
Stipendien erhielt er von Bösendorfer, Alban-Berg-Stiftung, staatliche Würdigungspreise, Nationale und internationale Wettbewerbspreise, u. a. beim internationalen Musikwettbewerb Genf 1985.
Als Neunjähriger erfolgte der Beginn regelmäßiger Klavier-Auftritte im In- und Ausland.
In Folge hatte er Konzerttätigkeit als Pianist, Organist und – nach der Matura auch zunehmend – als Dirigent in nahezu allen Ländern und Hauptstädten Europas, in Nord-, Mittel- und Südamerika, Afrika sowie im Nahen und Fernen Osten, in Häusern wie dem Wiener Musikverein, dem Wiener Konzerthaus bis hin zu New Yorks Carnegie Hall und Tokyos Suntory-Hall und Casals Hall.
Ab dem 11. Lebensjahr hatte er Auftritte als Solist mit Orchester, in Folge als Pianist, Organist, Cembalist oder/und Dirigent mit den Wiener Philharmonikern, den Wiener Symphonikern, dem RSO Wien, dem Niederösterreichischen Tonkünstlerorchester und Sinfonie- und Kammerorchestern im In- und Ausland.
Zusammenarbeit erfolgte als Solist mit Claudio Abbado, André Previn, Yehudi Menuhin, Sándor Végh, Michel Plasson, Leopold Hager und HK Gruber, als Dirigent, Pianist und/oder Organist mit Walter Berry, Anton Dermota, Philippe Entremont, Kurt Equiluz, Friedrich Gulda, Clemens Hagen, Michael Heltau, Robert Holl, Renate Holm, Maresa Hörbiger, Mavie Hörbiger, Angelika Kirchschlager, Rainer Küchl, Helmuth Lohner, Fritz Muliar, Elfriede Ott, Ernst Ottensamer, Erika Pluhar, Ildikó Raimondi, Wolfgang Schneiderhan, Gabriele Sima, Bo Skovhus, Julia und Katharina Stemberger sowie mit Ensembles.
Lehrbaumer war Dozent bei Meisterkursen für Dirigieren, Klavier und Orgel im In- und Ausland, Master-Classes für Dirigieren, Klavier und Orgel an Universitäten, Hochschulen,
Konservatorien und Colleges in Europa, Amerika und Asien sowie Gastprofessor an der Rutgers University in New Jersey. Er Lehrt derzeit an der Friedrich Gulda School of Music Wien.
Er war Künstlerischer Leiter von Festivals, Konzertserien, Meisterkursen und Orchestern im In- und Ausland. Sein Repertoire reicht von der Renaissance bis zu zahlreichen Uraufführungen. Er fördert vor allem junge, aber auch im herkömmlichen Konzertrepertoire erst zu etablierende Komponisten des 20. Jahrhunderts wie Gottfried von Einem, Jenö Takács, Alexander von Zemlinsky, Franz Schmidt.
Vorträge und Publikationen zu diversen musikalischen Themen in Fachzeitschriften wie der Österreichischen Musikzeitschrift und Büchern sowie Studien zu Franz Schmidt bei Doblinger. CD-Veröffentlichungen erfolgten bei Sony, RCA-Ariola/Red Seal, Amadeo, ORF, Belvedere, KKM und Preiser Records.

## Auszeichnungen und Ehrungen
- 2012 Niederösterreichischer Kulturpreis Anerkennungspreis
- 2014 Berufstitel Professor durch den österreichischen Bundespräsidenten
- 2018 Verleihung des Großen Ehrenzeichens des Bundeslandes Burgenland
- Ehrenzeichen/Mitgliedschaften von Orchestern, Chören, Gemeinden/Städten im In- und Ausland
- Kuratoriumsmitglied der Jenö Takács Stiftung
- Jakob-Prandtauer-Preis für Wissenschaft und Kunst (2023)[1]

## Filme
- Mozart und da Ponte – Fernsehfilm von Gernot Friedel. Interpret und Darsteller mit Helmut Lohner, Artis-Quartett u. a.
- Mit meinen heißen Tränen – Kino- und Fernsehfilm von Fritz Lehner. Synchronisation des Schubert-Films auf dem Hammerklavier
- Verwaiste Eltern – Fernsehfilm von Michael Cencig. Gustav Mahler, Kindertotenlieder mit Angelika Kirchschlager
- Musik und Spiritualität – Fernseh-Porträt von Michael Cencig